# Dollie de Luxe
Dollie de Luxe war ein norwegisches Pop-Duo, bestehend aus Benedicte Adrian (* 1963) und Ingrid Bjørnov (* 1963).

## Werdegang
Ihr Debütalbum Første Akt von 1980 wurde mit dem Spellemannprisen ausgezeichnet. Anfangs noch als Dollie nannte sich das Duo ab 1984 Dollie de Luxe. Sie gewannen den Melodi Grand Prix von 1984 und durften daher am Concours Eurovision de la Chanson 1984 in Luxemburg teilnehmen. Mit ihrem Popsong Lenge leve lifet erreichten sie nur den drittletzten Platz. Mit Whitch Witch erschien ein Hexen-Musical der beiden, das auch in London aufgeführt wurde. Die Gruppe existierte bis 1995.

## Diskografie
Alben

| 1980 | Første akt                   | NO3 (17 Wo.)NO |   |   |  |
| 1981 | Dollies dagbok               | NO10 (9 Wo.)NO |   |   |  |
| 1982 | Rampelys                     | NO36 (1 Wo.)NO |   |   |  |
| 1984 | Dollie de Luxe               | —              | — | — |  |
| 1985 | Rock vs. Opera               | NO7 (9 Wo.)NO  |   |   |  |
| 1987 | Which Witch                  | —              | — | — |  |
| 1990 | Which witch på slottsfjellet | NO12 (7 Wo.)NO |   |   |  |

Weitere Alben
- 1982: First Act
- 1995: Prinsessens utvalgte